# Marea Britanie la Jocurile Olimpice de vară din 2016
Marea Britanie a participat la Jocurile Olimpice de vară din 2016 de la Rio de Janeiro în perioada 5 – 21 august 2016, cu o delegație de 366 de sportivi care a concurat la 25 de sporturi. Cu un total de 67 de medalii, inclusiv 27 de aur, s-a aflat pe locul 2 în clasamentul pe medalii, după Statele Unite ale Americii, și pe locul 3 în funcție de numărul de medalii. Marea Britanie și-a îmbunătățit bilanțul de medalii de la ediția din 2012, pe care a găzduit-o.

## Medaliați

### Medalii după sport
| Sport           | Aur | Argint | Bronz | Total |
| Ciclism         | 6   | 4      | 2     | 12    |
| Canotaj         | 3   | 2      | 0     | 5     |
| Gimnastică      | 2   | 2      | 3     | 7     |
| Caiac canoe     | 2   | 2      | 0     | 4     |
| Atletism        | 2   | 1      | 4     | 7     |
| Echitație       | 2   | 1      | 0     | 3     |
| Navigație       | 2   | 1      | 0     | 3     |
| Natație         | 1   | 5      | 0     | 6     |
| Box             | 1   | 1      | 1     | 3     |
| Sărituri în apă | 1   | 1      | 1     | 3     |
| Taekwondo       | 1   | 1      | 1     | 3     |
| Triatlon        | 1   | 1      | 1     | 3     |
| Hochei pe iarbă | 1   | 0      | 0     | 1     |
| Golf            | 1   | 0      | 0     | 1     |
| Tenis           | 1   | 0      | 0     | 1     |
| Rugby în VII    | 0   | 1      | 0     | 1     |
| Tir             | 0   | 0      | 2     | 2     |
| Badminton       | 0   | 0      | 1     | 1     |
| Judo            | 0   | 0      | 1     | 1     |
| Total           | 27  | 23     | 17    | 67    |

### Multipli medaliați
| Nume               | Sport           | Aur | Argint | Bronz | Total |
| Jason Kenny        | Ciclism         | 3   | 0      | 0     | 3     |
| Max Whitlock       | Gimnastică      | 2   | 0      | 1     | 3     |
| Mo Farah           | Atletism        | 2   | 0      | 0     | 2     |
| Laura Trott        | Ciclism         | 2   | 0      | 0     | 2     |
| Charlotte Dujardin | Echitație       | 1   | 2      | 0     | 3     |
| Liam Heath         | Caiac canoe     | 1   | 2      | 0     | 3     |
| Jack Laugher       | Sărituri în apă | 1   | 2      | 0     | 3     |
| Adam Peaty         | Natație         | 1   | 2      | 0     | 3     |
| Callum Skinner     | Ciclism         | 1   | 2      | 0     | 3     |
| Jazmin Carlin      | Natație         | 0   | 2      | 0     | 2     |
| James Guy          | Natație         | 0   | 2      | 0     | 2     |
| Becky James        | Ciclism         | 0   | 2      | 0     | 2     |
| Duncan Scott       | Natație         | 0   | 2      | 0     | 2     |

## Natație
| Sportiv        | Probă      | Calificări | Calificări | Semifinale | Semifinale | Finală  | Finală |
| Sportiv        | Probă      | Timp       | Loc        | Timp       | Loc        | Timp    | Loc    |
| -------------- | ---------- | ---------- | ---------- | ---------- | ---------- | ------- | ------ |
| Hannah Miley   | 400 m mixt | 4:33,74    | 4 C        | N/A        | N/A        | 4:32,54 | 4      |
| Aimee Willmott | 400 m mixt | 4:34,08    | 5 C        | N/A        | N/A        | 4:35,04 | 7      |

| Sportiv        | Probă            | Calificări | Calificări | Semifinale | Semifinale | Finală       | Finală       |
| Sportiv        | Probă            | Timp       | Loc        | Timp       | Loc        | Timp         | Loc          |
| -------------- | ---------------- | ---------- | ---------- | ---------- | ---------- | ------------ | ------------ |
| Max Litchfield | 400 m mixt       | 4:11,95    | 5 C        | N/A        | N/A        | 4:11,62      | 4            |
| James Guy      | 400 m stil liber | 3:45.31    | 6 C        | N/A        | N/A        | 3:44.68      | 6            |
| Stephen Milne  | 400 m stil liber | 3:46.00    | 13         | N/A        | N/A        | Nu a avansat | Nu a avansat |
| Adam Peaty     | 100 m bras       | 57,55      | 1 C        | 57,62      | 1 C        | 57,13        | Aur          |
| Ross Murdoch   | 100 m bras       | 59,47      | 9 C        | 1:00,05    | 11         | Nu a avansat | Nu a avansat |